# Crispendorf
Crispendorf è una frazione della città tedesca di Schleiz.

## Storia
Il 1º gennaio 2019 il comune di Crispendorf venne soppresso e aggregato alla città di Schleiz.